# قابلية ملاحظة لجرايمان
في نظرية التحكم، تستخدم قابلية الملاحظة لجرايمان في تحديد هل النظام الخطي قابل للملاحظة أم لا.
ولأي نظام خطي:
{\displaystyle {\dot {x}}(t)=A(t)x(t)+B(t)u(t)}
{\displaystyle y(t)=C(t)x(t)+D(t)u(t)\,}

## النظام غير المستقل زمنيًا
وتكون المعادلة للأنظمة غير المستقلة زمنيًا:
{\displaystyle W_{o}(t_{0},t_{1})=\int _{t_{0}}^{t_{1}}\Phi ^{T}(s,t_{0})C^{T}(s)C(s)\Phi (s,t_{0})ds} ,
حيث {\displaystyle \Phi } هي مصفوفة النقل.
وبالتالي فإن النظام يكون قابل للملاحظة على الفترة {\displaystyle t\in [t_{0},t_{1}]} بشرط أن تكون المصفوفة {\displaystyle W_{o}(t_{0},t_{1})} مصفوفة قابلة للعكس

## النظام المستقل زمنيًا
للنظام المستقل زمنيًا (منظومة رصينة)، يتم تبسيط شكل المعادلة إلى الشكل التالي:

{\displaystyle {\text{rank}}[C^{T},A^{T}C^{T},...,(A^{T})^{n-1}C^{T}]=n}

## روابط خارجية
- أمثلة